# Štěpán Gajdoš
Štěpán Gajdoš (* 6. června 1997 Kroměříž) je český režisér, scenárista a herec.

## Život
Už ve 13 letech stal členem souboru amatérských loutkoherců Kašpárkova říše. Vystudoval Konzervatoř v Brně, konkrétně obor Dramatické umění. V roce 2014 založil Divadlo Hysterie. V současné době studuje obor režie na katedře alternativního a loutkového divadla DAMU. Vytvořil scénáře k několika epizodám seriálu Pat a Mat (k 6 epizodám ze série Pat a Mat v zimě - některé z nich jsou obsaženy také ve filmu Pat a Mat: Zimní radovánky (2018); a ke 4 epizodám ze série Pat a Mat kutí - některé z nich jsou obsaženy také ve filmu Pat a Mat: Kutilské trampoty (2019).)